# Clio e Filete
Clio e Filete è un film muto italiano del 1911 diretto da Oreste Mentasti. 